# Lepidium nanum
Lepidium nanum là một loài thực vật có hoa trong họ Cải. Loài này được S. Watson mô tả khoa học đầu tiên năm 1871.